# Powiat de Jarocin
Pour les articles homonymes, voir Jarocin (homonymie).
Le powiat de Jarocin (en polonais : powiat jarociński) est un powiat appartenant à la voïvodie de Grande-Pologne, en Pologne.
Il est né le 1er janvier 1999, à la suite des réformes polonaises de gouvernement local passées en 1998. 
Le siège administratif du powiat est la ville de Jarocin, qui se trouve à 63 kilomètres au sud-est de Poznań, capitale de la voïvodie de Grande-Pologne. Le powiat possède deux autres villes, Żerków, située à 12 kilomètres au nord de Jarocin, et Jaraczewo, située à 14 kilomètres à l'ouest de Jarocin.
Le district couvre une superficie de 587,7 kilomètres carrés. En 2006, sa population totale est de 70 390 habitants, avec une population pour la ville de Jarocin de 25 834 habitants, pour la ville de Żerków de 2 058 habitants, pour la ville de Jaraczewo de 1 392 habitants, et une population rurale de 45 498 habitants.

## Division administrative

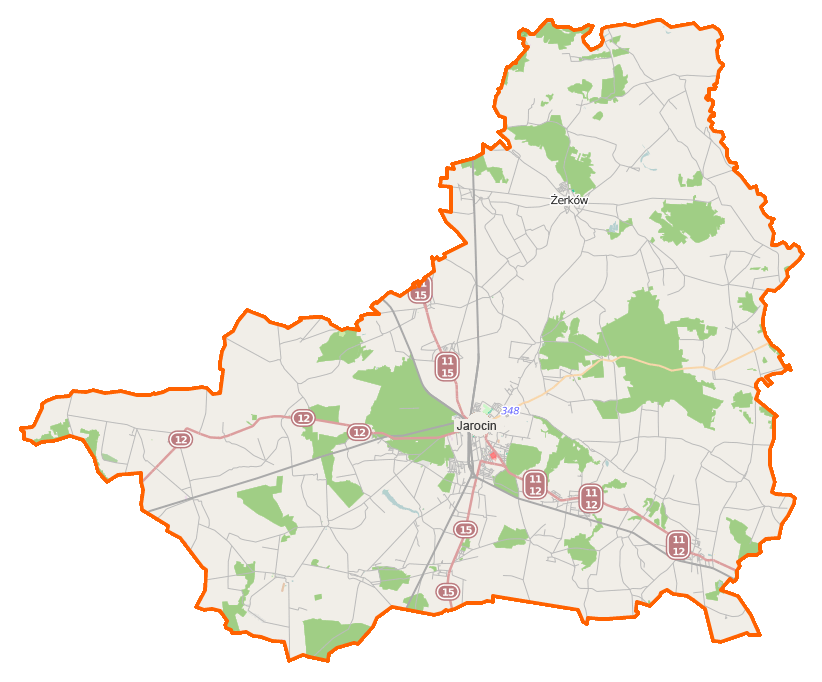
Plan du powiat.

Le powiat de Jarocin compte 4 communes :
- 3 communes mixtes (urbaines-rurales) : Jaraczewo, Jarocin et Żerków ;
- 1 commune rurale : Kotlin.

Celles-ci sont inscrites dans le tableau suivant, dans l'ordre décroissant de la population.
| Gmina     | Type         | Superficie (km²) | Population (2006) | Siège     |
| Jarocin   | urbain-rural | 200,2            | 44 340            | Jarocin   |
| Żerków    | urbain-rural | 170,5            | 10 555            | Żerków    |
| Jaraczewo | urbain-rural | 132,9            | 8 281             | Jaraczewo |
| Kotlin    | rural        | 84,1             | 7 124             | Kotlin    |

## Démographie
Données du 30 juin 2005 :
| Description | Total  | Total | Femmes | Femmes | Hommes | Hommes |
| ----------- | ------ | ----- | ------ | ------ | ------ | ------ |
| Unité       | Nombre | %     | Nombre | %      | Nombre | %      |
| Population  | 70 314 | 100   | 36 090 | 51,33  | 34 224 | 48,67  |
| Urbain      | 27 874 | 39,64 | 14 524 | 20,66  | 13 350 | 18,99  |
| Rural       | 42 440 | 60,36 | 21 566 | 30,67  | 20 874 | 26,69  |

## Histoire
De 1975 à 1998, les différentes gminy du powiat actuelle appartenait administrativement à la voïvodie de Kalisz.

Le powiat de Jarocin est créée le 1er janvier 1999, à la suite des réformes polonaises de gouvernement local passées en 1998, et est rattachée à la voïvodie de Grande-Pologne.